# Мадаево
Мада́ево — село в Починковском районе Нижегородской области. Входит в состав Ризоватовского сельсовета. Село расположено на берегу реки Алатырь.
В селе расположено отделение Почты России (индекс 607919).

## История
6 июня 1817 года в село Мадаево был перенесён центр Лукояновского уезда Нижегородской губернии, а Мадаево преобразовано в уездный город Мадаев. 12 марта 1820 года это решение было отменено и Мадаево вновь стало селом.

## Население
| 2002 | 2010 |
| ---- | ---- |
| 933  | ↘836 |